# Robert Tappan Morris
Pour les articles homonymes, voir Robert Morris, Tappan et Morris.
Robert Tappan Morris (né en 1965) est professeur au Massachusetts Institute of Technology (MIT). Il est connu principalement pour avoir développé le premier ver informatique, Morris, en 1988.

## Biographie

### Le ver Morris
Robert Tappan Morris est diplômé de l'université Harvard et poursuit ses études à l'université Cornell. Fin 1988, il écrit et lance Morris, un ver informatique. Celui-ci se propage et infecte plusieurs milliers de machines Unix connectées au réseau Internet. L'incident attire l'attention des grands médias.
L'étudiant est poursuivi en vertu du Computer Fraud and Abuse Act. Déclaré coupable par un jury en 1990, il est condamné à une peine de trois ans de probation, 400 heures de travail d'intérêt général et une amende d'un montant de 10 000 dollars,. Le CERT Coordination Center, un organisme de prévention des risques informatiques, est mis en place à la suite de l'affaire.

### Entrepreneuriat
En 1995, Robert Morris et Paul Graham fondent Viaweb (en), qui permet aux petites entreprises d'héberger leur boutique en ligne. Yahoo! fait l'acquisition de la société en 1998 et lance son service Yahoo! Store. En 2005, les deux hommes lancent Y Combinator, une entreprise apportant leur premier financement à des startups.

### Enseignement
Morris retourne à Harvard en 1999, où il obtient un doctorat. Il conduit des recherches sur les réseaux informatiques et enseigne l'informatique au Massachusetts Institute of Technology (MIT). Il est titularisé (tenured) en 2006.

## Famille
Robert Tappan Morris est le fils de Robert Morris Sr. (en) (1932-2011), cryptographe et spécialiste en sécurité informatique, travaillant pour le National Computer Security Center, une branche de la National Security Agency (NSA),.